# Сафронова, Екатерина Григорьевна
Екатерина Григорьевна Сафронова (укр. Катерина Григорівна Сафронова; 15 августа 1915 год, село Андреевка, Кобеляцкий уезд, Полтавская губерния — 17 ноября 1999 год, село Рекуновка, Новосанжарский район, Полтавская область, Украина) — колхозница, звеньевая колхоза имени Кирова Нехворощанского района Полтавской области Украинская ССР. Герой Социалистического Труда (1949).

## Биография
Родилась 15 августа 1915 года в крестьянской семье в селе Андреевка Кобеляцкого уезда Полтавской губернии. В 1932 году окончила начальную школу в родном селе. Неполное среднее образование получила в семилетней школе в селе Соколова Балка. С 1932 году работала рядовой колхозницей в сельскохозяйственной артели имени Сталина. С 1938 года по 1950 год возглавляла звено по выращиванию подсолнечника в колхозе имени Кирова Нехварощанского района.
В 1948 году звено под руководством Екатерины Сафроновой вырастило в среднем по 25,3 центнера подсолнечника с каждого гектара на участке площадью 10 гектаров. В 1949 году удостоена звания Героя Социалистического Труда «за получение высоких урожаев пшеницы, подсолнечника, южной конопли при выполнении колхозом обязательных поставок и контрактации по все видам сельскохозяйственной продукции, натуроплаты за работу МТС в 1948 году и обеспеченности семенами всех культур для весеннего сева 1949 года».
В последующие годы трудилась на различных работах, звеньевой и заведующей свинотоварной фермой (1950—1970), заведующей молочно-товарной фермой в колхозе имени Щорса Новосанжарского района (с 1970 года).
После выхода на пенсию проживала в селе Рекуновка Новосанжарского района, где скончалась в 1999 году. Похоронена на сельском кладбище. Могила Екатерины Сафроновой является памятником истории и культуры Полтавской области.

## Награды
- Герой Социалистического Труда — указом Президиума Верховного Совета СССР от 23 июня 1949 года
- Орден Ленина